# David Faber (Autor)

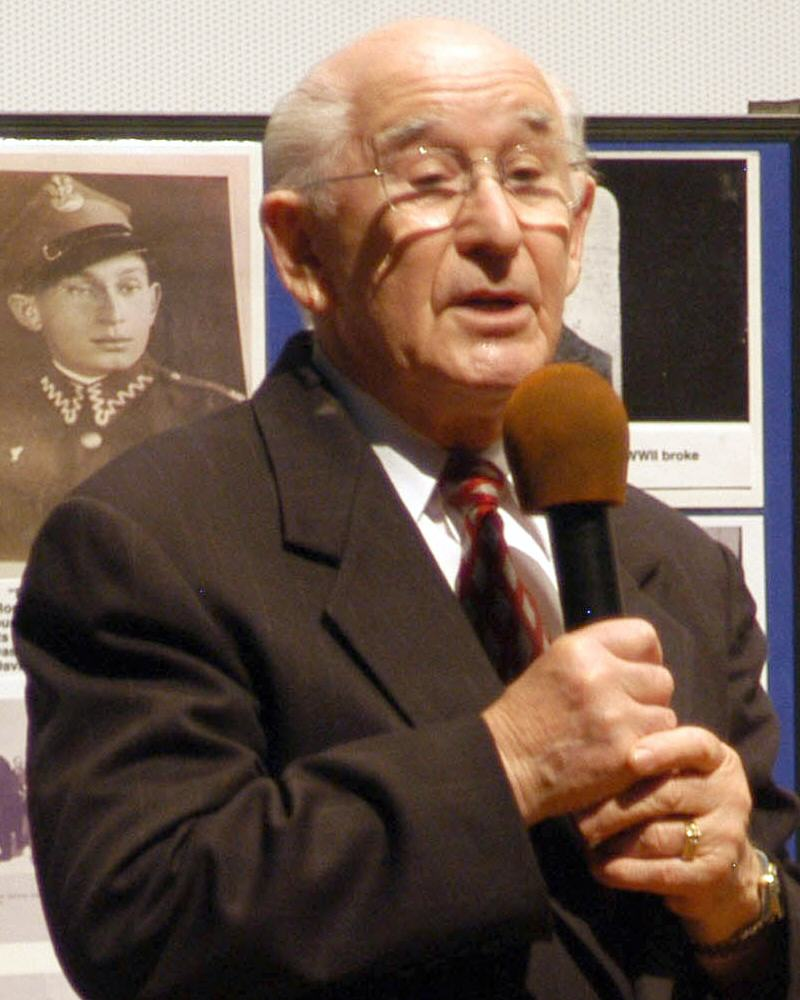
David Faber, 2006

David Faber (* 25. August 1928; † 28. Juli 2015 in San Diego, Kalifornien) war ein polnischer Jude, Autor und Holocaustüberlebender.

## Leben
Er erlebte, wie seine Eltern, sein Bruder Romek, fünf seiner sechs Schwestern und weitere Familienmitglieder durch die Nazis getötet wurden. Er war Gefangener in neun verschiedenen Konzentrationslagern in Deutschland und Polen, die er alle überlebte. Im Alter von 13 Jahren kämpfte er mit den sowjetischen Partisanen.
Faber beschrieb in seinem Buch, wie er sah, wie Babys im Ofen verbrannt wurden und auch seine Freunde in den Konzentrationslagern getötet wurden. Er erinnerte sich, wie ein Kind erschossen wurde, weil es zu seinem Vater rannte. Als er 1945 mit 18 Jahren aus dem KZ Bergen-Belsen befreit wurde, wog er noch 36 kg.
Faber sagte: „Ich bin ein lebendes Skelett“. Sein Buch Because of Romek schrieb er als Erinnerung an seinen älteren Bruder Romek.
David Faber lebte mit seiner Frau Lina in San Diego in Kalifornien.